# Rheden

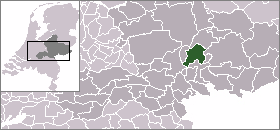
Rhedens läge

Rheden är en kommun i provinsen Gelderland i Nederländerna. Kommunens totala area är 84,39 km² (där 2,60 km² är vatten) och invånarantalet är på 44 776 invånare (2005).